# Eugeniusz Czykwin
Eugeniusz Czykwin (ur. 12 września 1949 w Orli) – polski polityk, dziennikarz, działacz społeczności prawosławnej i mniejszości białoruskiej, poseł na Sejm PRL IX kadencji, Sejm kontraktowy (X kadencji) oraz Sejm Rzeczypospolitej Polskiej I, IV, V, VI, VII i IX kadencji.

## Życiorys
W 1973 ukończył studia z zakresu transportu kolejowego na Wydziale Transportu Politechniki Warszawskiej. W latach 80. pracował w Dyrekcji Rejonowej PKP w Białymstoku.
W 1980 został był współzałożycielem i przewodniczącym Koła Teologów Prawosławnych Szkół Teologicznych, Świeckich i Młodzieży Laickiej (działającego później pod nazwą Bractwo Młodzieży Prawosławnej), pierwszego masowego prawosławnego ruchu świeckiego w bloku socjalistycznym. W latach 80. był członkiem rady krajowej Patriotycznego Ruchu Odrodzenia Narodowego, członkiem prezydium rady wojewódzkiej PRON w Białymstoku oraz członkiem wojewódzkiego zarządu Towarzystwa Przyjaźni Polsko-Radzieckiej w Białymstoku. Od 1985 pełnił funkcję redaktora naczelnego „Przeglądu Prawosławnego” (do 1991 wydawanego pod tytułem „Tygodnik Podlaski”), pierwszego tego typu pisma w powojennej historii Polski. W latach 1985–1991 sprawował mandat posła IX kadencji (z ramienia Chrześcijańskiego Stowarzyszenia Społecznego) i X kadencji (z ramienia Unii Chrześcijańsko-Społecznej). Został także redaktorem naczelnym czasopisma „Przegląd Prawosławny”.
W latach 1991–1993 zasiadał w Sejmie z listy Komitetu Wyborczego Prawosławnych. Był współtwórcą ustawy z dnia 4 lipca 1991 o stosunku Państwa do Polskiego Autokefalicznego Kościoła Prawosławnego. W wyborach parlamentarnych w 1993 i w 1997 organizował komitety wyborcze podlaskich mniejszości narodowych, które nie zdołały wprowadzić swoich przedstawicieli do parlamentu. Od 1998 do 2001 zasiadał w sejmiku podlaskim, reprezentując Sojusz Lewicy Demokratycznej. Przystąpił do powołanej w 1999 partii o tej nazwie, w 2001 i 2005 z jej ramienia ponownie był wybierany do Sejmu. W IV kadencji pracował m.in. nad ustawą z 6 stycznia 2005 o mniejszościach narodowych i etnicznych oraz o języku regionalnym. W wyborach parlamentarnych w 2007 po raz szósty został posłem, otrzymując w okręgu podlaskim 14 234 głosy. W 2008 (po rozpadzie funkcjonującego od 2007 klubu Lewica i Demokraci) zasiadł w klubie poselskim Lewica (we wrześniu 2010 przemianowanym na KP SLD).
Według katalogów opublikowanych przez Instytut Pamięci Narodowej, w 1983 został zarejestrowany przez Służbę Bezpieczeństwa jako TW „Izydor”, następnie pseudonim zmieniono na „Wilhelm”. W składanych kilkakrotnie oświadczeniach lustracyjnych od 1997 Eugeniusz Czykwin stwierdzał, że nie był współpracownikiem tajnych służb PRL. W 2009 prokurator IPN zarzucił mu tzw. kłamstwo lustracyjne. W 2011 Sąd Okręgowy w Białymstoku uznał jednak, że złożył on prawdziwe oświadczenie lustracyjne. W tym samym roku Sąd Apelacyjny w Białymstoku na skutek odwołania wniesionego przez prokuratora IPN uchylił to orzeczenie, przekazując sprawę do ponownego rozpoznania sądowi pierwszej instancji. W 2013 sąd okręgowy ponownie stwierdził prawdziwość oświadczenia lustracyjnego posła, a sąd apelacyjny utrzymał w mocy to orzeczenie.
W 2011 kandydował w wyborach parlamentarnych z 2. miejsca na liście komitetu wyborczego Sojuszu Lewicy Demokratycznej w okręgu wyborczym nr 24 w Białymstoku i uzyskał mandat poselski. Oddano na niego 14 286 głosów (3,33% głosów oddanych w okręgu). W wyborach do Parlamentu Europejskiego w 2014 bez powodzenia startował z listy SLD-UP, otrzymując 7387 głosów. W wyborach w 2015 bezskutecznie kandydował jako niezależny do Senatu. W wyborach samorządowych w 2018 został ogłoszony kandydatem SLD do sejmiku podlaskiego, jednak we wrześniu 2018 zrezygnował z kandydowania z przyczyn osobistych.
W wyborach w 2019 jako bezpartyjny uzyskał mandat posła IX kadencji z ramienia Koalicji Obywatelskiej, otrzymując 14 083 głosy. W 2023 nie został wybrany na kolejną kadencję.

## Odznaczenia
Odznaczony m.in. Krzyżem Oficerskim Orderu Odrodzenia Polski (1997) i Srebrnym Krzyżem Zasługi (1984).

## Życie prywatne
Syn Grzegorza i Wiery. Jest mężem socjolożki Elżbiety Czykwin.

## Wyniki wyborcze
| Wybory | Komitet wyborczy   | Komitet wyborczy                                                 | Organ                                     | Okręg           | Wynik           |
| ------ | ------------------ | ---------------------------------------------------------------- | ----------------------------------------- | --------------- | --------------- |
| 1985   |                    | Unia Chrześcijańsko-Społeczna                                    | Sejm PRL IX kadencji                      | nr 7            | [ 16 ]          |
| 1989   | Sejm kontraktowy   | Unia Chrześcijańsko-Społeczna                                    | nr 10                                     | 38 750 (28,57%) |                 |
| 1989   | Sejm kontraktowy   | Unia Chrześcijańsko-Społeczna                                    | nr 10                                     | 30 942 (46,72%) |                 |
| 1991   |                    | KW Prawosławnych                                                 | Sejm I kadencji                           | nr 25           | 10 224 (3,17%)  |
| 1993   | Senat III kadencji | KW Prawosławnych                                                 | woj. białostockie                         | 51 815 (20,23%) |                 |
| 1997   |                    | Stowarzyszenie Słowiańskiej Mniejszości Narodowej RP-Prawosławni | Sejm III kadencji                         | nr 4            | 7574 (2,90%)    |
| 1998   |                    | Sojusz Lewicy Demokratycznej                                     | Sejmik Województwa Podlaskiego I kadencji | nr 3            | 9815 (11,88%)   |
| 2001   |                    | Sojusz Lewicy Demokratycznej – Unia Pracy                        | Sejm IV kadencji                          | nr 24           | 11 834 (2,98%)  |
| 2005   |                    | Sojusz Lewicy Demokratycznej                                     | Sejm V kadencji                           | nr 24           | 14 181 (4,10%)  |
| 2007   |                    | Lewica i Demokraci                                               | Sejm VI kadencji                          | nr 24           | 14 234 (3,09%)  |
| 2011   |                    | Sojusz Lewicy Demokratycznej                                     | Sejm VII kadencji                         | nr 24           | 14 286 (3,33%)  |
| 2014   |                    | Sojusz Lewicy Demokratycznej – Unia Pracy                        | Parlament Europejski VIII kadencji        | nr 3            | 7387 (1,87%)    |
| 2015   |                    | KWW Czykwin do Senatu                                            | Senat IX kadencji                         | nr 61           | 32 896 (45,37%) |
| 2019   |                    | Koalicja Obywatelska                                             | Sejm IX kadencji                          | nr 24           | 14 083 (2,71%)  |
| 2023   |                    | Koalicja Obywatelska                                             | Sejm X kadencji                           | nr 24           | 8332 (1,37%)    |